# Membre fantasma
La síndrome del membre fantasma és la percepció de sensacions que un membre amputat encara està connectat al cos i està funcionant junt amb la resta d'aquest; se solia creure que això es devia al fet que el cervell seguia rebent missatges dels nervis que originalment portaven els impulsos des del membre perdut. No obstant això, l'explicació més plausible avui dia consisteix en el fet que el cervell segueix tenint una àrea dedicada al membre amputat, per tant el pacient segueix sentint el membre: davant l'absència d'estímuls d'entrada que corregeixin l'estat del membre, l'àrea genera pel seu compte les sensacions que considera coherents. Aquesta àrea sense funció després de l'amputació pot ser envaïda per àrees veïnes amb el que utilitza sensacions d'altres parts del cos per disparar les sensacions del membre amputat ("Fantasmes al Cervell", Ramachandran).
Entre el 50 i 80 % de les persones amputades experimenten aquestes sensacions fantasmes en el seu membre amputat, i la majoria d'aquestes persones diu que les sensacions són doloroses. Les sensacions fantasmes també poden succeir després de treure's altres parts del cos i no necessàriament un membre, per exemple després de treure's un pit, una dent (dolor de la dent fantasma), o un ull (síndrome de l'ull fantasma).

## Causes
Es desconeix la causa exacta de la síndrome del membre fantasma. Es creu que les sensacions es deuen a l'intent del cervell per reorganitzar la informació sensorial que segueix a l'amputació. Essencialment, el cervell ha de "renovar els cables per si mateix" per ajustar-se als canvis al cos.

## Factors de risc
Els factors que incrementen les probabilitats de desenvolupar síndrome del membre fantasma són:
- Dolor de pre-amputació. Un pacient que tingui dolor al membre abans de ser amputat té més probabilitat d'experimentar dolor fantasma a posteriori.
- Coàgul sanguini al membre amputat.
- Infecció al membre abans de l'amputació.
- Dany previ a la medul·la espinal o als nervis perifèrics que proveïen al membre afectat.

## Símptomes
Els símptomes succeeixen en les persones a les que se'ls hi ha amputat un membre i a les que van néixer sense un membre. Els símptomes es perceben en un membre que no existeix, i inclouen els símptomes següents:
- Dolor.
- Sensació de que el membre encara està unit i funcionant normalment.
- Entumiment del membre amputat
- Formigueig
- Sensació de deformitat
- Sensació de fred i calor.

## Diagnòstic
Després d'una amputació, és important dir-li al seu metge si experimenta dolor o altres sensacions. Un tractament aviat en general millora les probabilitats d'èxit.
No hi ha prova mèdica per diagnosticar el dolor fantasma. El seu metge prendrà un historial clínic, li farà un examen físic i especialment voldrà saber sobre els senyals, símptomes i circumstàncies que van succeir abans i després de l'amputació del membre.

## Tractament
Afortunadament, la majoria dels casos de dolor fantasma després d'una amputació són breus i poc freqüents. Per als pacients que pateixen dolor persistent, el tractament pot ser desafiador, tractant-ho amb medicaments per al dolor.

## Medicaments
Els medicaments seleccionats per tractar el dolor del membre fantasma inclouen:
- Antidepressius: usualment tracten la depressió, però poden ser útils contra el dolor del membre fantasma en dosis més baixes.
- Anticonvulsius: usualment per controlar els atacs, però també poden ser útils en aquest cas.
- Clorpromazina: usualment tracta l'esquizofrènia, però també pot ser útil en aquest cas.
- Opiàcis: poderosos analgèsics (per exemple, la morfina).
- Clonidina: usualment tracta la pressió arterial alta, però és útil amb el dolor generat al cervell.
- Baclofeno: relaxant muscular i usat per tractar el dolor per dany nerviós.

## Estimulació nerviosa elèctrica
Existeix evidència per suggerir que estimular els nervis o regions del cervell involucrades en el dolor pot ajudar a alguns pacients. Exemples inclouen:
- Estimulació nerviosa elèctrica transcutánea (TENS): s'envia un petit corrent elèctric a través de la pell cap a punts en el camí nerviós
- Estimulació magnètica transcranial: aquest és un procediment experimental que involucra un fort impuls magnètic a través del cuir cabellut cap a dins del cervell (proporciona només alleujament temporal)
- Estimulació de la medul·la espinal: s'insereix un elèctrode i s'aplica un petit corrent elèctric a la medul·la espinal per alleujar el dolor